# گریشورن
گریشورن (به لاتین: Grieshorn) یک کوه در سوئیس است که در کانتون تیچینو واقع شده‌است. گریشورن ۲٬۹۶۹ متر بالاتر از سطح دریا واقع شده‌است.